# 高氯酸铕
高氯酸铕是一种无机化合物，化学式为Eu(ClO4)3。

## 制备
高氯酸铕可由氧化铕和高氯酸反应，结晶得到。
Eu2O3 + 6 HClO4 → 2 Eu(ClO4)3 + 3 H2O